# شانون کوک (بازیکن فوتبال)
شانون کوک (انگلیسی: Shannon Cooke؛ زادهٔ ۲ فوریهٔ ۲۰۰۰) بازیکن فوتبال اهل انگلستان است که در پست مدافع برای باشگاه وستهام یونایتد در سوپر لیگ زنان انگلستان بازی می‌کند. کوک اولین بازی خود را برای آرسنال در سوپر لیگ زنان انگلستان در بازی ماقبل آخر فصل ۱۸-۲۰۱۷ انجام داد. او در دقیقه ۸۷ وارد زمین شد و در پیروزی ۲-۰ مقابل ساندرلند جایگزین بت مید شد.
وی همچنین در تیم‌های ملی فوتبال زیر ۱۷ سال زنان انگلستان و ۱۹ سال زنان انگلستان بازی کرده است.